# Olaf Hytten
Olaf Hytten (Glasgow, Escócia, 3 de março de 1888 — Los Angeles, Estados Unidos, 11 de março de 1955) foi um ator escocês da era do cinema mudo. Ele apareceu em mais de 280 filmes entre 1921 e 1955.

## Filmografia selecionada
- Sonia (1921)
- Demos (1921)
- The Wonderful Story (1922)
- All the World's a Stooge (1941)
- Bedtime Story (1941)
- That Hamilton Woman!
- Eagle Squadron (1942)
- Oh, What a Night (1944)
- Detective Kitty O'Day (1944)